# NPO Lavocskin
Az NPO Lavocskin, teljes nevén a Szemjon Lavocskin nevét viselő Tudományos-termelési Egyesülés (oroszul: Научно-производственное объединение имени С.А. Лавочкина, magyar átírással: Naucsno-proizvogyityelnoje objegyinyenyije Sz. A. Lavocskina) orosz űrkutatási gépgyártó vállalat. Fő tevékenységi köre az űrkutatásban használatos berendezések, többek között űrszondák, műholdak fejlesztése és gyártása. Az 1930-as évek végén Szemjon Lavocskin vezetésével létrehozott OKB–301 jelű Lavocskin tervezőiroda kezdetben repülőgépek, majd az 1950-es évektől robotrepülőgépek és légvédelmi rakéták fejlesztésével foglalkozott. Lavocskin 1960-as halála után a tervezőirodát felszámolták, de később újra létrehozták és új tevékenységi profilt kapott, a szovjet űrszondák fő előállítójává vált. A vállalat központja a Moszkvai területen fekvő Himkiben található.

## Története

### Előzmények
A Lavocskin-tervezőiroda története 1937 áprilisáig nyúlik vissza, amikor a Szovjetunió Munkaügyi és Védelmi Tanács utasítására a Moszkva melletti Himkiben működő bútorgyárat a Hadiipari Népbiztosság irányítása alá helyezték azzal a céllal, hogy ott repülőgépgyárat alakítsanak ki. A népbiztosság június 1-jei rendelete alapján a gyár a 301-es sorszámot kapta. A gyár alapvető feladata egy francia vadászrepülőgép licenc-gyártásának megszervezése lett volna. Később döntés született a Jakovlev által tervezett UT–2 kiképző és gyakorló repülőgép sorozatgyártásáról Himkiben.

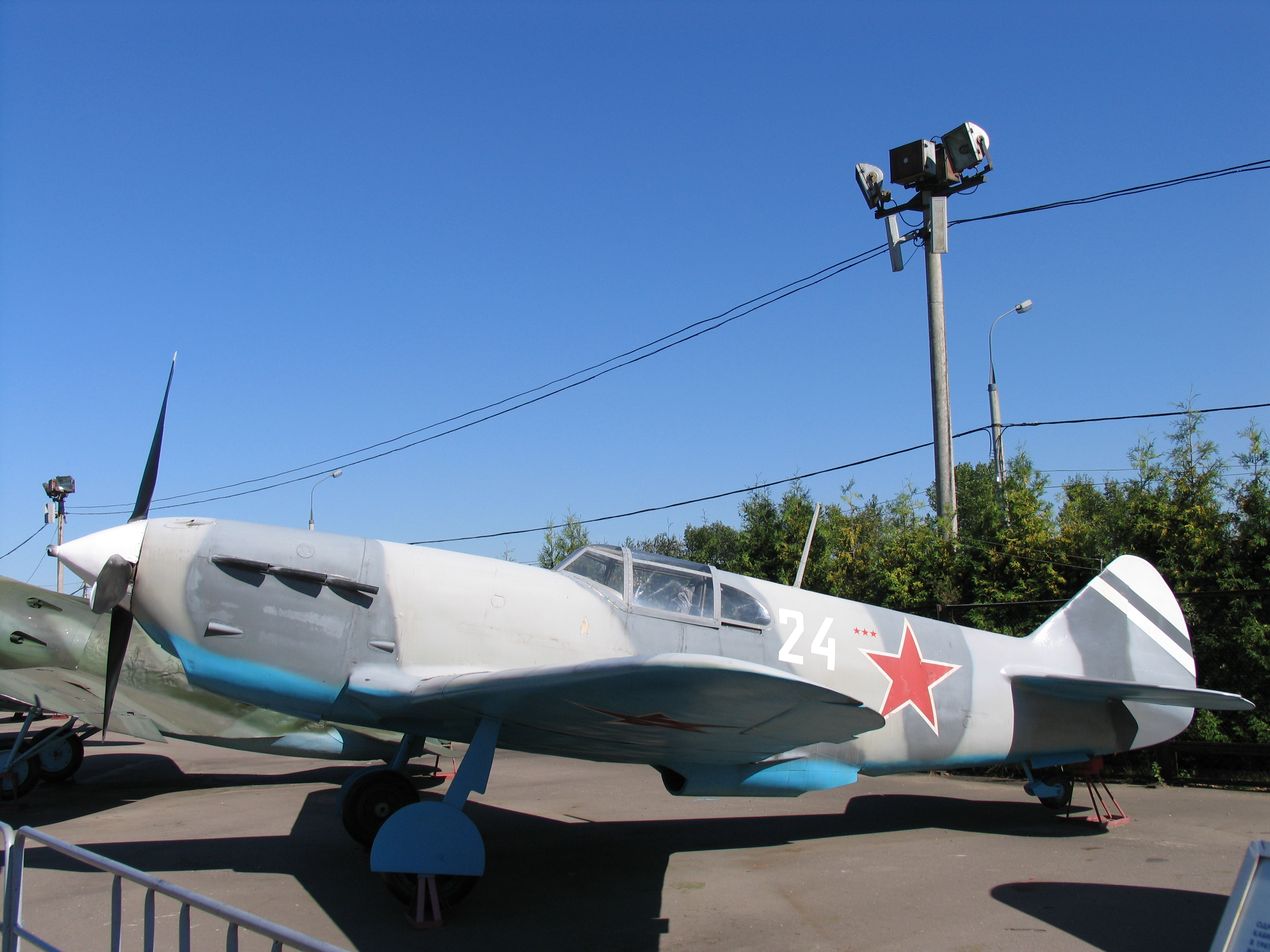
LaGG–3 vadászrepülőgép

Közben, 1939 májusában a Szovjetunióban pályázatot írtak ki egy új vadászrepülőgép kifejlesztésére. A pályázatra Vlagyimir Gorbunov, a Szovjetunió Repülőgépipari Népbiztossága 1-es főcsoportfőnöksége 4-es osztályának vezetője, valamint két beosztottja, Szemjon Lavocskin és Mihail Gudkov mérnökök közösen készítették el egy nagy sebességű vadászrepülőgép terveit. A pályázaton a műszaki paraméterei alapján gyártásra javasolt gép megépítéséhez a Himkiben kialakítás alatt álló repülőgépgyárat jelölték ki. Ezért 1939 szeptemberében a 301-es gyár mellett létrehozták a Gorbunov, Gudkov és Lavocskin irányítása alatt álló tervezőirodát.
1940 elejére elkészült az I–301 jelzésű első prototípus (a sorozatszámot a gyártó vállalat sorszáma után kapta), majd 1940. március 30-án végrehajtották vele az első felszállást. 1940. december 9-én az első prototípust I–301-ről átnevezték LaGG–1-re (a tervezők, Lavocskin, Gorbunov és Gudkov nevének kezdőbetűi után). A LaGG–1 javított, továbbfejlesztett második prototípusa a LaGG–3 jelzést kapta. Ezt már sorozatgyártásra alkalmasnak nyilvánították. A repülőgép kifejlesztéséért Lavocskin, Gorbunov és Gudkov Sztálin-díjat kapott.
A LaGG–3 volt a tervezői hármas első és egyben utolsó közös repülőgépe. Lavocskin, Gudkov és Gorbunov útjai ezt követően szétváltak.
Lavocskint 1940 novemberében a gorkiji 21-es gyár főkonstruktőrévé nevezték ki, ahol feladata az I–301 (LaGG–3) vadászrepülőgép sorozatgyártásának megszervezése volt. Gorbunovot decemberben a taganrogi 31-es gyár főkonstruktőrévé nevezték ki. Az OKB–301 vezetője pedig Gudkov lett. A 301-es gyárban ebben az időszakban a Jak–1 vadászrepülőgépet, majd 1941-től az UTI–26 (Jak–7V) gyakorló repülőgépet gyártották. A Szovjetunió elleni német támadást követően a Himkiben lévő repülőgépgyárat Novoszibirszkbe evakuálták.

### A második világháborús időszak
Lavocskin 1940 végétől 1945-ig dolgozott Gorkijban. Ezen időszakban készítette el a La-vadászrepülőgép-sorozatát. 1942-ben készült el a La–5, 1943-ban a növelt teljesítményű La–5FN, majd 1944-ben a sorozat legsikeresebb tagja, a La–7. A világháborús La-sorozat gépeiből több mint 22 ezer készült, főként a novoszibirszki, a gorkiji, a taganrogi és a tbiliszi repülőgépgyárakban.
Lavocskin 1945-ben Gorkijból visszatért Himkibe, a 301-es gyárba, ahol újjáalakította tervezőirodáját, 301-es jelzéssel. A háború után már Himkiben készültek el a légcsavaros La-sorozat utolsó modelljei, a teljesen fémépítésű La–9 vadászrepülőgép és ennek nagyobb hatótávolságú változata, a La–11 kísérő vadászrepülőgép.

### A második világháború után – a sugárhajtású korszak

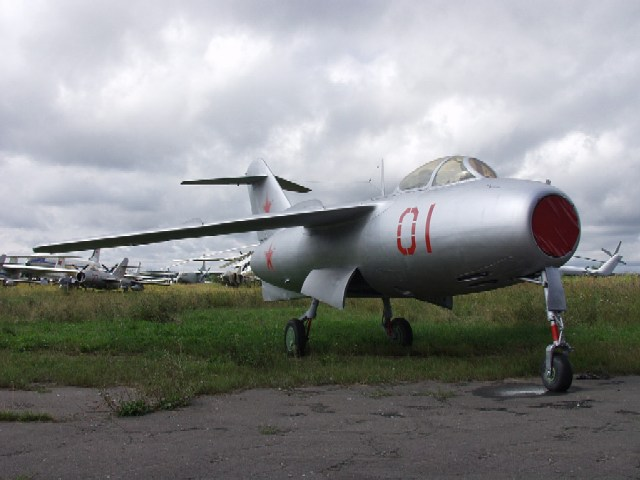
A La–15 sugárhajtású vadászrepülőgép

A Lavocskin-tervezőiroda már 1945-ben elkezdett foglalkozni a sugárhajtású repülőgépekkel, e téren a Szovjetunióban Lavocskin is jelentős úttörő munkát végzett, elsősorban a nyilazott szárnyak alkalmazása terén. 1946-ban szállt fel először a La–150-es, melyből csak öt prototípus készült. 1947-re építették meg a sugárhajtású La–160 vadászrepülőgép prototípusát, mely az első nyilazott szárnnyal ellátott szovjet repülőgép volt. Ezt követte a La–176, mellyel 1948 decemberében elsőként a Szovjetunióban sikerült elérni a hangsebességet.
1951-ben építették meg a minden időjárási viszonyok között alkalmazható La–200 vadászrepülőgépet, majd 1954-ben jelent meg a La–251, amely már önirányítású légiharc-rakétákkal volt felszerelve.
A jó paraméterekkel rendelkező, a konkurens tervezőirodákénál magasabb műszaki színvonalat képviselő sugárhajtású Lavocskin-repülőgépeket azonban csak kis sorozatban gyártották. A legnagyobb mennyiséget a La–174-ből építettek, ezt La–15 jelzéssel állították szolgálatba. A szovjet vezetés a Mikojan–Gurjevics tervezőiroda egyszerűbb kialakítású, olcsóbban gyártható hasonló kategóriájú repülőgépeit preferálta.

### Légvédelmi rakéták és robotrepülőgépek
Az 1950-es évektől a Lavocskin-tervezőiroda tevékenysége egyre inkább a rakéták és a robotrepülőgépek felé irányult. Lavocskin először 1950-ben kapott megbízást egy olyan légvédelmirakéta-rendszer kifejlesztésére, amely hatásosan képes gondoskodni a nagy ipari központok és a főváros légvédelméről.
Az 1950-es évek elején a tervezőiroda robotrepülőgépek fejlesztésével foglalkozott. 1957-ben próbálták ki az atomtöltetek hordozására kifejlesztett, hangsebesség feletti interkontinentális robotrepülőgépet, a Burját (más jelzéssel V–350, vagy La–350).
Szemjon Lavocskin 1960-ban egy légvédelmirakéta-rendszer tesztelése alatt Szari-Sagan katonai rakétalőterén életét veszítette. Ezután a 301-es gyárat Lavocskin Gépgyár névre keresztelték át, maga a tervezőiroda pedig 1962–1964 között a Vlagyimir Cselomej vezette OKB–52 (napjainkban: NPO Masinosztrojenyije) egyik részlege volt. Ebben az időszakban a hajók elleni Ametyiszt rakéta fejlesztésével foglalkoztak.

### Űrkutatási eszközök (1965-től)
1965-ben Szergej Koroljov javaslatára az egykori Lavocskin tervezőiroda és a Lavocskin Gépgyár átkerült a Szovjetunió Általános Gépipari Minisztériumának fennhatósága alá, és mint önálló szervezetnek átadták számukra a Koroljov vezette OKB–1 feladatainak egy részét. Ettől kezdve a Lavocskin Gépgyár és a volt OKB–301 tervezőiroda fő profilja űrkutatási berendezések tervezése és gyártása lett. A tervezőiroda főkonstruktőre 1965-től Georgij Babakin lett, míg a gépgyárat továbbra is az 1954-től posztján lévő Ivan Lukin vezette.
Babakin vezetésével a Lavocskin-tervezőiroda a szovjet űrkutatás egyik jelentős ipari központjává vált, mely központi szerepet játszott a szovjet Hold-, Vénusz- és Mars-programokban.
A tervezőiroda első űrszondái a Hold-programhoz kapcsolódtak. A Hold-szondák sorában az 1966-ban elkészített Luna–9 volt az első. Majd ott tervezték és gyártották a Luna–16 és Luna–20 Hold-szondákat, valamint a Lunohod–1 Hold-járót. 1967-től részt vettek a szovjet Vénusz-programban, melynek részeként elkészítették a Venyera-sorozat 16 db űrszondáját. Közülük a Venyera–7 hajtotta végre a legértékesebb repülést, sikerült adatokat továbbítania a Vénusz felszíni hőmérsékletéről, légkörének nyomásáról és összetételéről. Az 1960-as évek második felében a Lavocskin-iroda bekapcsolódott a katonai űrprogramokba is.
1971 augusztusában elhunyt Georgij Babakin főkonstruktőr, őt az év végétől Szergej Krjukov követte a főkonstruktőri poszton. A tervezőirodát és a gépgyárat ekkor nevezték át Lavocskin Tudományos-termelési Egyesülés (NPO Lavocskin) névre. 1977-től Vjacseszlav Kovtunyenko lett a főkonstruktőr, majd 1987-től pedig a vállalat vezérigazgatója is.
Az 1970-es években az NPO Lavocskin a szovjet Mars-program részeként elkészítette a Marsz–4 és Marsz–7 űrszondákat.
A 2000-es években az űrkutatás céljára rendelkezésre álló pénz lehetővé tette újabb űrszondák építését, melybe az NPO Lavocskin is bekapcsolódott, ők építik többek között a Fobosz-Grunt űrszondát is, valamint a Luna-Glob program keretében tervezett holdszondákat.

## Lavocskin-repülőgépek és egyéb repülő eszközök

### Repülőgépek[2]
Légcsavaros repülőgépek
- LaGG–1 (prototípus)
- LaGG–3
- La–5
- La–7
- La–9
- La–11

Sugárhajtású repülőgépek
- La–150, öt prototípus (1946)
- La–15
- La–160, egy darab prototípus (1947)
- La–250, prototípus (1956)

### Robotrepülőgépek
- La–17R (1953)

### Űrszondák, műholdak[3]
- Rakéta-végfokozatok
  - Fregat
- Műholdak
  - Ragyioasztron (2010)
- Hold-szondák
  - Luna–9 (1966)
  - Luna–10 (1966)
  - Luna–11 (1966)
  - Luna–12 (1966)
  - Luna–13 (1966)
  - Luna–14 (1969)
  - Luna–15 (1969)
  - Luna–16 (1970)
  - Luna–17 a Lunohod–1 Hold-járóval (1970)
  - Luna–18 (1971)
  - Luna–19 (1971)
  - Luna–20 (1972)
  - Luna–21 a Lunohod–2 Hold-járóval (1973)
  - Luna–22 (1974)
  - Luna–23 (1974)
  - Luna–24 (1976)

- Vénusz-szondák
  - Venyera–4 (1967)
  - Venyera–5 (1969)
  - Venyera–6 (1969)
  - Venyera–7 (1970)
  - Venyera–8 (1972)
  - Venyera–9 (1975)
  - Venyera–10 (1975)
  - Venyera–11 (1978)
  - Venyera–13 (1981)
  - Venyera–14 (1981)
  - Venyera–15 (1983)
  - Venyera–16 (1983)

- Mars-szondák
  - Marsz–2 (1971)
  - Marsz–3 (1971)
  - Marsz–4 (1973)
  - Marsz–5 (1973)
  - Marsz–6 (1973)
  - Marsz–7 (1973)
  - Fobosz-Grunt (2011, nem állt pályára)

## Külső hivatkozások
- Az NPO Lavocskin vállalat honlapja